# Montebello (Nueva York)
Montebello es una villa situada en el condado de Rockland, en el estado de Nueva York, Estados Unidos. Tiene una población estimada, a mediados de 2023, de 4624 habitantes.

## Geografía
La localidad está ubicada en las coordenadas 41°07′51″N 74°06′36″O / 41.13083, -74.11000 (41.130795, -74.110078). Según la Oficina del Censo, tiene una superficie total de 11.21 km², de los cuales 11.19 km² corresponden a tierra firme y 0.02 km² están cubiertos de agua.

## Demografía
Según la estimación 2018-2022 de la Oficina del Censo, los ingresos medios de los hogares de la localidad son de $144,167 y los ingresos medios de las familias son de $172,125. Alrededor del 10.9% de la población está por debajo de la línea de pobreza.